# Vicentico (álbum)
Vicentico es el primer álbum solista del cantante argentino de pop y ska Vicentico. Después de una larga carrera como cantante de la banda Los Fabulosos Cadillacs inició una carrera en solitario cuando la banda hizo una pausa. Es el primer disco con el exbaterista de Los Piojos, Dani Buira.

## Lista de canciones
Todas las canciones escritas y compuestas por Vicentico, excepto donde se indique. 
| N.º | Título                         | Duración |  |
| 1.  | «Culpable»                     | 4:00     |  |
| 2.  | «Se despierta la ciudad»       | 4:06     |  |
| 3.  | «Todo está inundado»           | 3:42     |  |
| 4.  | «Bajando la calle»             | 4:50     |  |
| 5.  | «Cuando te vi»                 | 3:37     |  |
| 6.  | «Vamos»                        | 3:48     |  |
| 7.  | «Quisiera»                     | 4:10     |  |
| 8.  | «Chalinet»                     | 3:13     |  |
| 9.  | «Algo contigo» (Chico Novarro) | 3:38     |  |
| 10. | «68»                           | 3:55     |  |
| 11. | «Canción de cuna»              | 2:46     |  |
| 12. | «Cuidado»                      | 4:30     |  |

## Sencillos
1. Se despierta la ciudad
2. Vamos
3. Culpable
4. Algo contigo